# În slujba poporului
În slujba poporului (în ucraineană: Слуга народу și în rusă: Слуга народа, uneori tradus ca În slujba națiunii) este un serial de televiziune ucrainean de comedie de satiră politică creat și produs de Volodimir Zelenski, care joacă rolul lui Vasil Petrovici Goloborodko, un profesor de istorie la treizeci de ani, care este ales în mod neașteptat Președintele Ucrainei după ce un video viral filmat de unul dintre studenții săi îl arată dând un dezgust profanat împotriva corupției guvernamentale în Ucraina. Serialul a fost lansat în 2015 până la 2019, pentru că, Volodimir Zelenski a fost ales ca Președintele Ucrainei pe data de 21 aprilie 2019.

## Sinopsă
Filmat de un student când lansează o dezvăluire profană despre corupția în Ucraina, care încarcă filmările pe YouTube, Vasil Petrovici Goloborodko (Volodimir Zelenski), un profesor de istorie de liceu distrat care locuiește cu el, părinții, se transformă într-o senzație pe internet peste noapte. Studenții lui Goloborodko lansează o campanie de crowdfunding pentru înregistrarea candidaturii sale în cursa prezidențială a Ucrainei fără să știe el, propulsând în cele din urmă profesorul lor uluit la victoria politică ca noul Președinte al Ucrainei. În timpul mandatului, Vasily este confuz de noile sale responsabilități, dar își încetează treptat îndatoririle prezidențiale și decide să elimine corupția din partea oligarhiei din guvernul său. 

## Distribuție și personaje

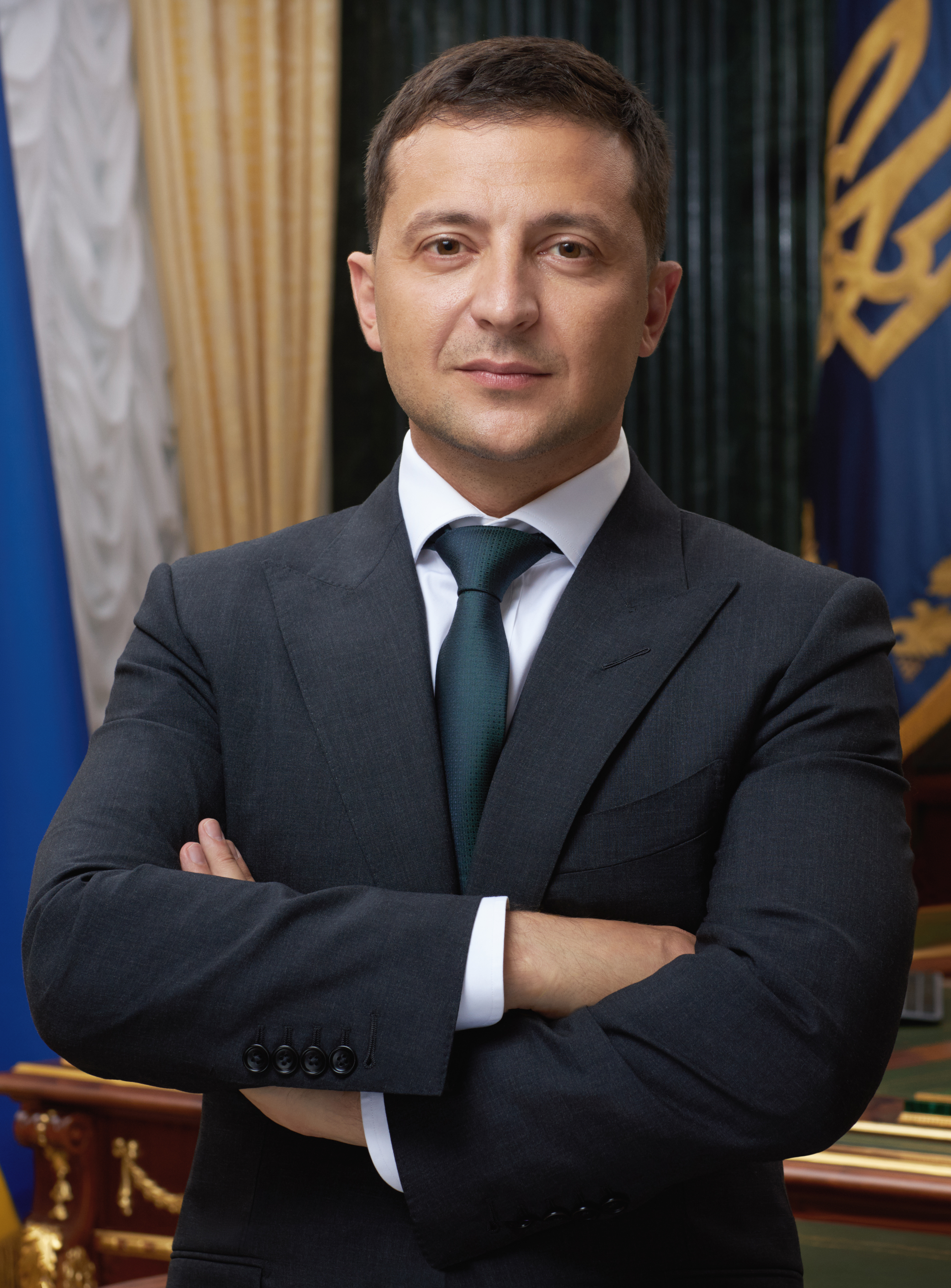
Volodimir Zelenski, actualul președinte al Ucrainei, i-a portretizat pe președintele Vasil Goloborodko în serial

| Actor                  | Personaj                       | Episoade                                |
| ---------------------- | ------------------------------ | --------------------------------------- |
| Volodimir Zelenski     | Vasil Petrovici Goloborodko    | 24 ep. (sezonul 1-2), 3 ep. (sezonul 3) |
| Stanislav Boklan       | Iuri Ivanovici Chuiko          | 24 ep. (sezonul 1-2), 3 ep. (sezonul 3) |
| Evhen Koshovi          | Serhii Viktorovici Mukhin      | 24 ep. (sezonul 1-2), 3 ep. (sezonul 3) |
| Olena Kravets          | Olha Iurivna Mișcenko          | 24 ep. (sezonul 1-2), 3 ep. (sezonul 3) |
| Iuri Krapov            | Mihail Ivanovici Sanin         | 24 ep. (sezonul 1-2), 3 ep. (sezonul 3) |
| Mihail Fatalov         | Mihail Ashotovici Tasunian     | 24 ep. (sezonul 1-2), 3 ep. (sezonul 3) |
| Oleksandr Pikalov      | Ivan Andreevici Skorik         | 24 ep. (sezonul 1-2), 3 ep. (sezonul 3) |
| Viktor Saraikin        | Petro Vassilievici Goloborodko | 24 ep. (sezonul 1-2), 3 ep. (sezonul 3) |
| Katerina Kisten        | Svetlana Petrovna Sakhno       | 24 ep. (sezonul 1-2), 3 ep. (sezonul 3) |
| Natalia Sumska         | Maria Stefanovna Goloborodko   | 24 ep. (sezonul 1)                      |
| Olha Jukovtsova-Kiașko | Oksana Skovoroda               | 24 ep. (sezonul 2)                      |
| George Povolotski      | Tolia                          | 24 ep. (sezonul 2)                      |
| Dmitri Surjikov        | Dmitri Vasilievici Surikov     | 24 ep. (sezonul 2)                      |
| Halina Bezruk          | Anna Mihailovna                | 1-5 (sezonul 1-2)                       |
| Anna Koshmal           | Natasha Sakhno                 | 2-3 (sezonul 2)                         |
| Valentina Ișcenko      | Bella Rudolfivna               | 10 (sezonul 2)                          |
| Stepan Kazanin         | Scriitor de discursuri         | 15 (sezonul 2)                          |

## Difuzare
În slujba poporului a fost difuzat pe canalul 1+1 în Ucraina. Studioul a postat gratuit toate episoadele pe YouTube. Emisiunea este disponibilă pentru streaming și descărcare pe Netflix în anumite țări.
În România, în afară de Netflix, serialul a apărut și pe platforma VOYO din 22 martie 2022, și s-a difuzat pe PRO Arena începând cu 9 aprilie 2022.

## Impact

### 2019
În 2019, președintele Ucrainei, Volodimir Zelenski a oglindit ascensiunea personajului său în puterea politică, dar a câștigat alegerile prezidențiale din Ucraina.

### 2022
În urma invaziei rusești a Ucrainei din 2022 și a conducerii lui Volodimir Zelenski în timpul războiului, popularitatea spectacolului a primit un impuls notabil. Drepturile de difuzare au fost solicitate de diverse companii străine. Pe 16 martie, Netflix a anunțat că sezonul 1 al seriei va fi din nou disponibil pentru streamerii din SUA, datorită cererilor populare.